# Angolakoesimanse
De Angolakoesimanse (Crossarchus ansorgei) is een zoogdier uit de familie van de mangoesten (Herpestidae). De wetenschappelijke naam van de soort werd voor het eerst geldig gepubliceerd door Thomas in 1910.